# Ivan Mihajlovič Astahov
Ivan Mihajlovič Astahov, sovjetski letalski častnik, vojaški pilot in letalski as, * 15. maj 1921, † 3. marec 1944 (KIA).
Astahov je v svoji vojaški karieri dosegel 12 samostojnih in 7 skupnih zračnih zmag.

## Življenjepis
Med drugo svetovno vojno je bil sprva pripadnik 49. lovskega letalskega polka, nato pa je postal poveljnik eskadrilje 168. lovskega letalskega polka.
Opravil je 283 bojnih poletovi in bil udeležen v 63 zračnih spopadih.

## Odlikovanja
- heroj Sovjetske zveze (posmrtno)